# قاسم أباد (حسين أباد)
قاسم أباد (بالفارسية: قاسم‌آباد) هي قرية تقع في إيران في قسم حسین أباد.